# Surrey Quays
Surrey Quays is een wijk in de London Borough of Southwark, in het zuidoosten van de Britse metropool Groot-Londen.

## Ligging en bereikbaarheid

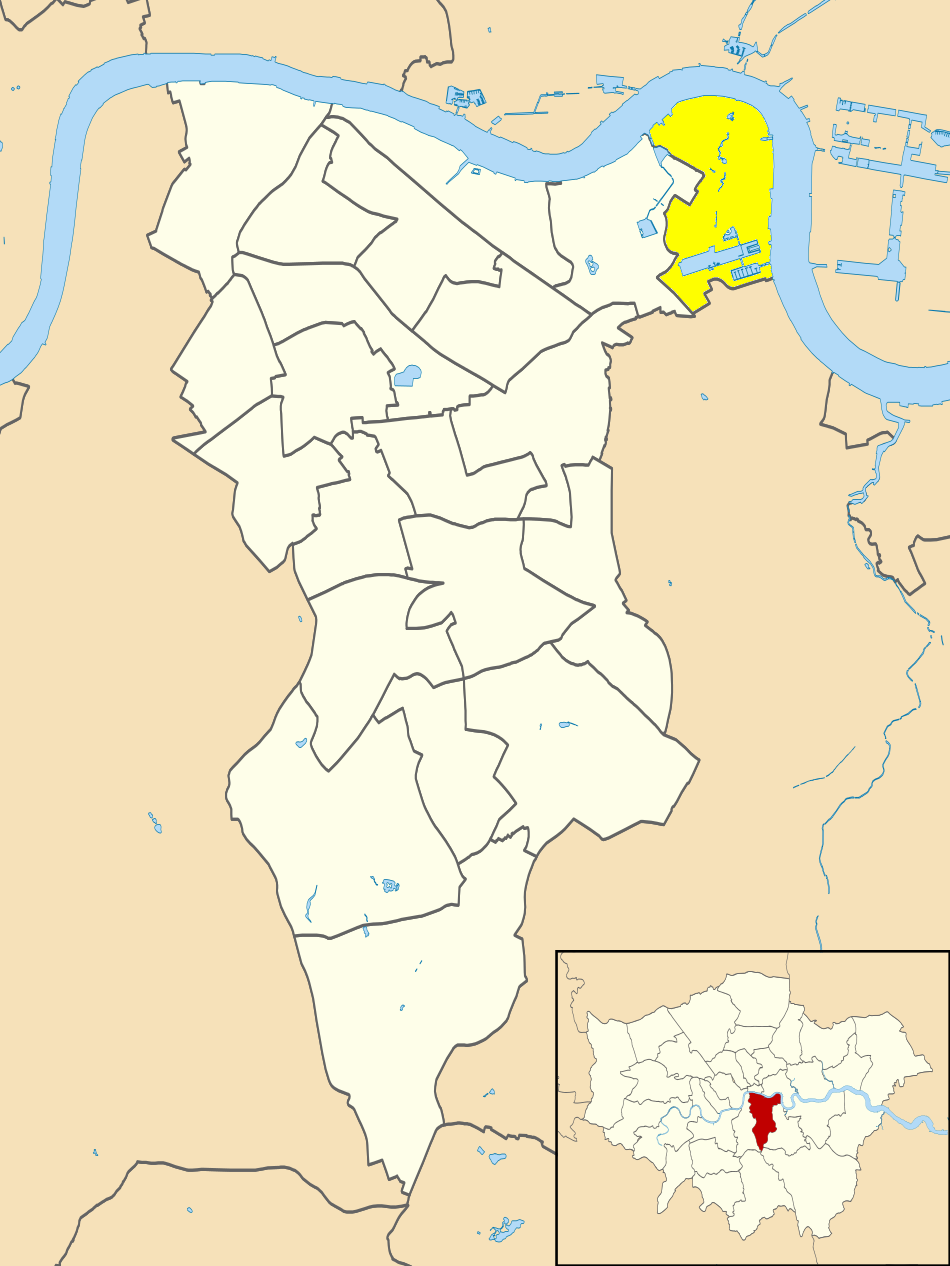
Wards in Southwark (Surrey Quays in geel)

Surrey Quays ligt op het Rotherhithe Peninsula, aan drie kanten omgeven door de rivier de Theems. Dit gebied is in feite een schiereiland dat gevormd wordt door drie bochten (meanders) in de Theems. Gewoonlijk wordt het zuidelijk deel van dit schiereiland aangeduid als Surrey Quays. De benaming Rotherhithe wordt zowel voor het noordelijk deel als voor het hele gebied gebruikt. Verwarrend is dat de ward (kiesdistrict) Surrey Quays uit het oostelijk deel van het schiereiland bestaat.
De belangrijkste ontsluitingsweg is de A200. Van belang is ook de secundaire weg B205, die een lus beschrijft langs de oevers van het Rotherhithe Peninsula. In het gebied ligt het Station Surrey Quays van de London Overground (East London Line). Vanaf Greenland Pier kan gebruik gemaakt worden van Thames Clippers, die het openbaar vervoer te water verzorgt.

## Geschiedenis
Het gebied Surrey Quays werd voorheen aangeduid als Surrey Commercial Docks. De naam duidt op het feit dat de scheepsdokken die zich hier bevonden in het graafschap Surrey lagen; de oostelijk gelegen dokken (o.a. Deptford Dockyard) lagen in het graafschap Kent. Nadat de havenactiviteiten zich na de Tweede Wereldoorlog geleidelijk verder naar het oosten verplaatsten, werd het gebied vanaf omstreeks 1980 bestemd voor woningbouw. De meeste dokken waren toen al gedempt en van de historische pakhuizen zijn er slechts weinig overgebleven. Van 1985 tot 1995 werden zo'n 5.500 huizen gebouwd, voornamelijk eengezinswoningen, maar ook enkele grotere complexen. Rondom Greenland Dock (oorspronkelijk uit 1695-99; rond 1900 sterk uitgebreid) verrezen luxe appartementengebouwen. South Dock (uit 1807–11) werd ingericht als jachthaven. In 1988 opende het Surrey Quays Shopping Centre, dat in 2015 werd uitgebreid. Vlakbij bevindt zich een bioscoop.

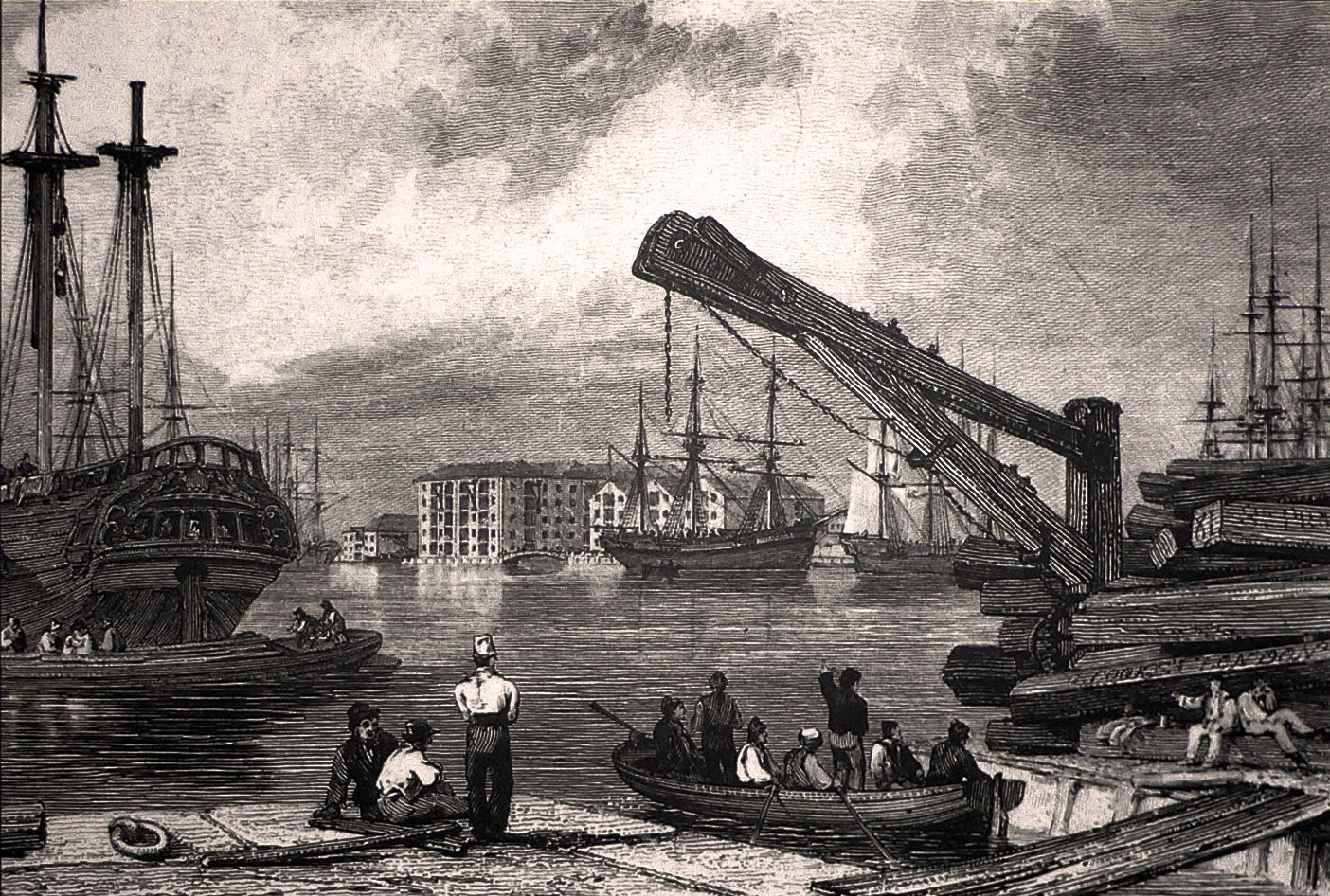
Surrey Commercial Docks, 1827
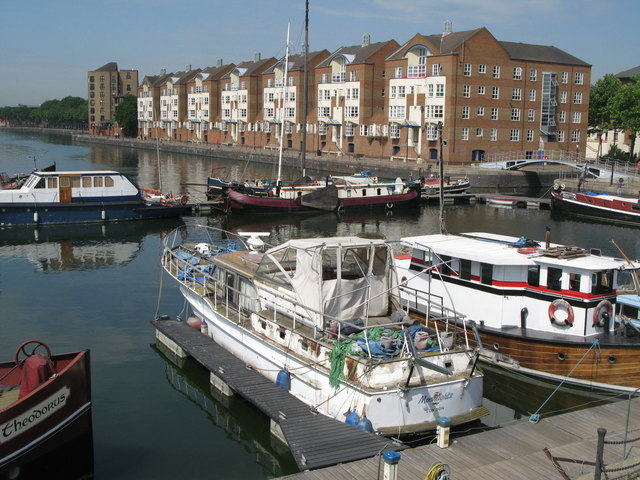
Greenland Dock
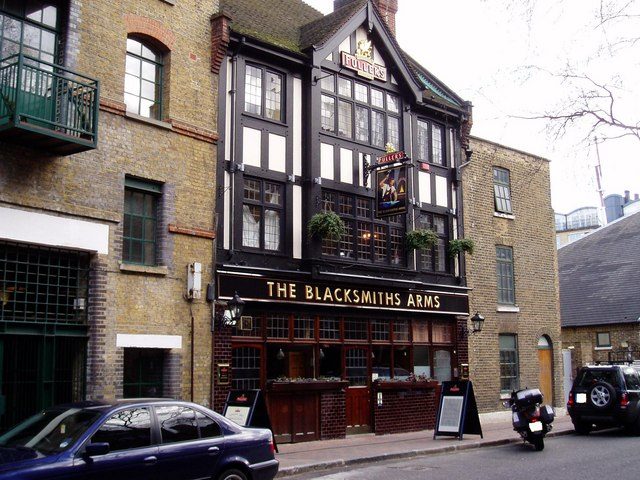
Lokale pub
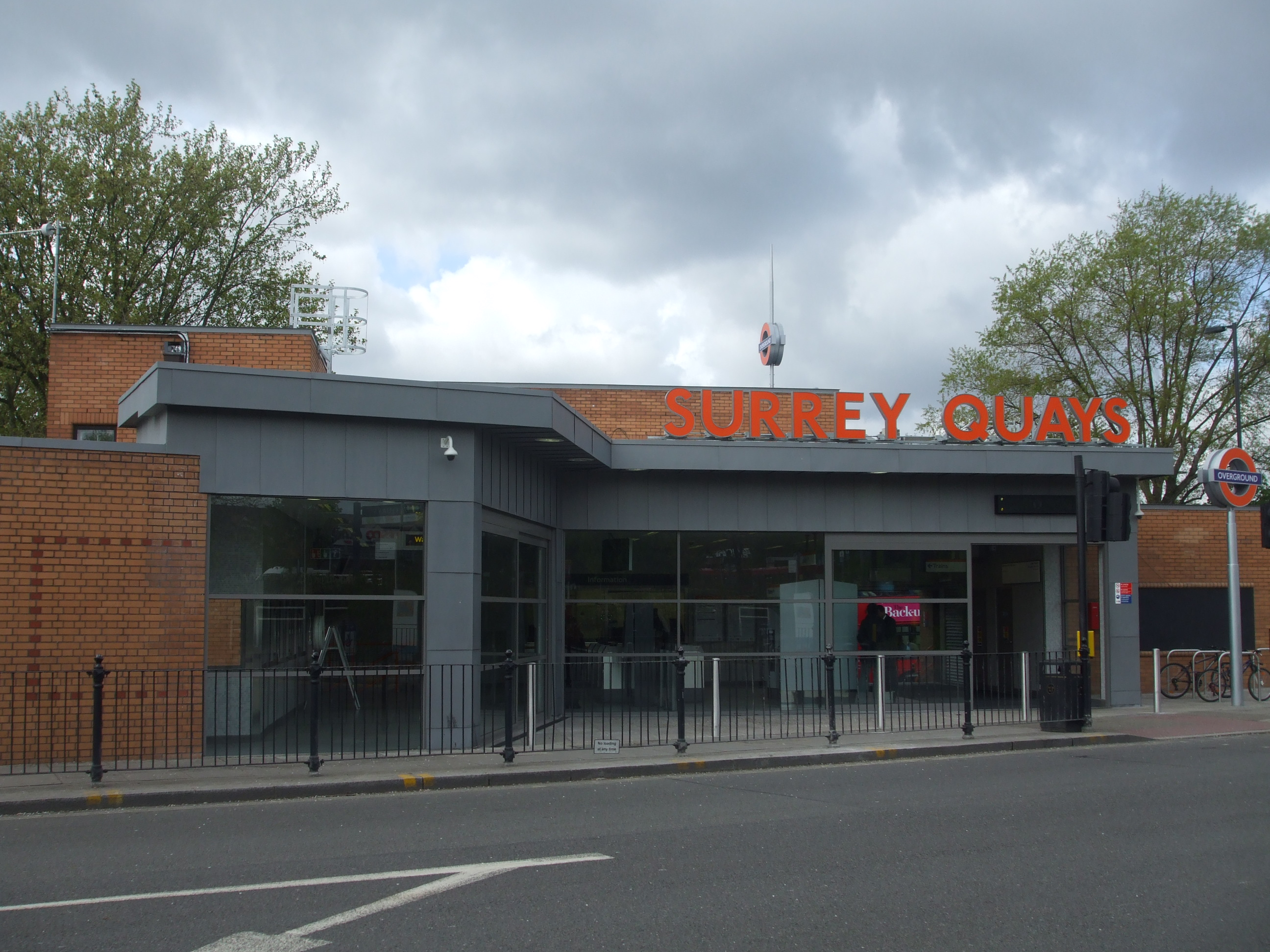
Station Surrey Quays